# Do Ya Wanna Funk
Do Ya Wanna Funk ist ein Lied von Sylvester und Patrick Cowley aus dem Jahr 1982, das von den beiden geschrieben und von Letzterem produziert wurde. Es erschien auf dem Album All I Need von Sylvester James.

## Geschichte
Do Ya Wanna Funk ist den Musikrichtungen Hi-NRG und Disco zuzuordnen. Als Inspiration diente das Lied I’m Your Jeannie von Jeanie Tracy, die auch als Backgroundsängerin bei Do Ya Wanna Funk mitwirkte. Die Veröffentlichung war am 10. September 1982. In Rolling Stones Liste 200 Greatest Dance Songs of All Time erreichte Do Ya Wanna Funk Platz 179.
Das Lied Teil der Soundtracks zu Die Glücksritter, The Times of Harvey Milk oder auch Freundschaft fürs Leben.

## Coverversionen
- 1987: Lian Ross
- 1993: Utah Saints (Believe In Me)
- 1997: Slammer
- 2004: Danzel (You Are All of That)